# Ośmiokąt
Ośmiokąt, ośmiobok, oktagon – wielokąt o ośmiu bokach.

## Ośmiokątforemny

Ośmiokąt foremny

Znak „stop” – znak drogowy w kształcie ośmiokąta foremnego

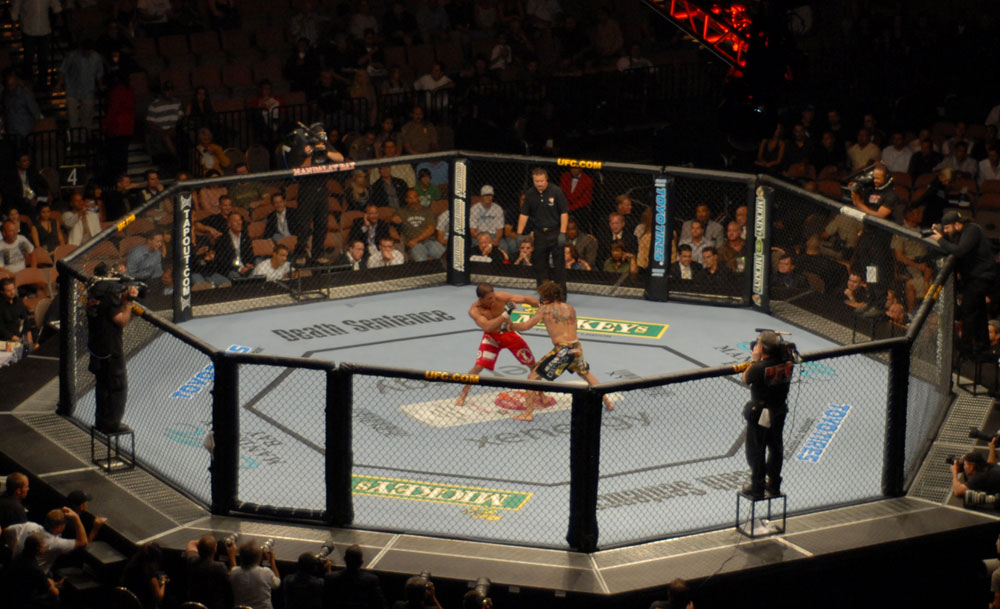
Walka na ośmiokącie foremnym

W poniższych wzorach a jest długością boku:
- Pole powierzchni: {\displaystyle S=2a^{2}\operatorname {ctg} {\frac {\pi }{8}}=2(1+{\sqrt {2}})a^{2}\approx 4{,}82843\cdot a^{2}}
- Obwód: {\displaystyle L=8a}
- Długość promienia okręgu opisanego na ośmiokącie foremnym:

{\displaystyle R=a{\sqrt {\frac {2+{\sqrt {2}}}{2}}}}
- Długość promienia okręgu wpisanego w ośmiokąt foremny:

{\displaystyle r={\frac {a(1+{\sqrt {2}})}{2}}}
- miara kąta wewnętrznego: 135°
- ma 20 przekątnych, z których: cztery mają długość {\displaystyle 2R,} osiem ma długość {\displaystyle 2r,} osiem ma długość {\displaystyle {\sqrt {2}}R}

Ośmiokąt foremny można skonstruować, rysując dwie proste prostopadłe przecinające się w środku okręgu oraz dwusieczne otrzymanych kątów prostych. Punkty przecięcia się tych prostych z okręgiem są wierzchołkami ośmiokąta foremnego.

Nietypowa konstrukcja ośmiokąta foremnego